# Borohidrură de sodiu
Borohidrura de sodiu, denumită și tetrahidroborat de sodiu  este un compus anorganic cu formula chimică NaBH4. Este un solid alb, de obicei întâlnit sub formă de pudră, și este un reactiv de o importanță ridicată fiind un puternic agent reducător. Are aplicații atât în laborator, cât și la scară industrială. Compusul este solubil în alcooli și în unii eteri, dar reacționează cu apa în absența mediului bazic.  A fost descoperit în anii 1940 de Hermann Irving Schlesinger.

## Proprietăți chimice

### Reactivitate
NaBH4 poate reduce foarte mulți compuși carbonilici, dar depinde de condițiile de reacție. În majoritate, este folosit în laborator pentru reducerea aldehidelor și cetonelor la alcoolii corespunzători. De asemenea poate reduce și cloruri de acil, esteri tiolici și imine. În condiții obișnuite nu poate reduce esteri, amide și nici acizi carboxilici. 
Reactivitatea compusului NaBH4 poate fi mărită cu ajutorul unor compuși.  Oxidarea cu iod în tetrahidrofuran are ca rezultat formarea unui complex de tetrahidrofuran și bor, care poate reduce acizii carboxilici. 

### Formarea de compuși complecși
BH4− poate fi ligand pentru ioni metalici. Astfel de complecși de borohidruri pot fi preparați prin reacția dintre NaBH4 și o halogenură a metalului corespunzător. Un exemplu este următorul compus organo-titanic: 
2 (C5H5)2TiCl2  +  4 NaBH4   →   2 (C5H5)2TiBH4  +  4 NaCl  +  B2H6  +  H2

### Sursă de hidrogen
În prezența catalizatorilor metalici, borohidrura de sodiu reacționează cu formare de hidrogen:
NaBH4 + 2 H2O → NaBO2 + 4 H2 (ΔH < 0)